# Проспект Месропа Маштоца (Ереван)
Проспект Месропа Маштоца (арм. Մաշտոցի պողոտա) — один из главных проспектов Еревана. Проходит через центр города от Института древних рукописей Матенадаран на севере и до моста Победы (Ахтанак) на юге. Один из крупнейших центральных проспектов Еревана.

## История

Памятник Сталину в Ереване. Демонтирован в 1962 году

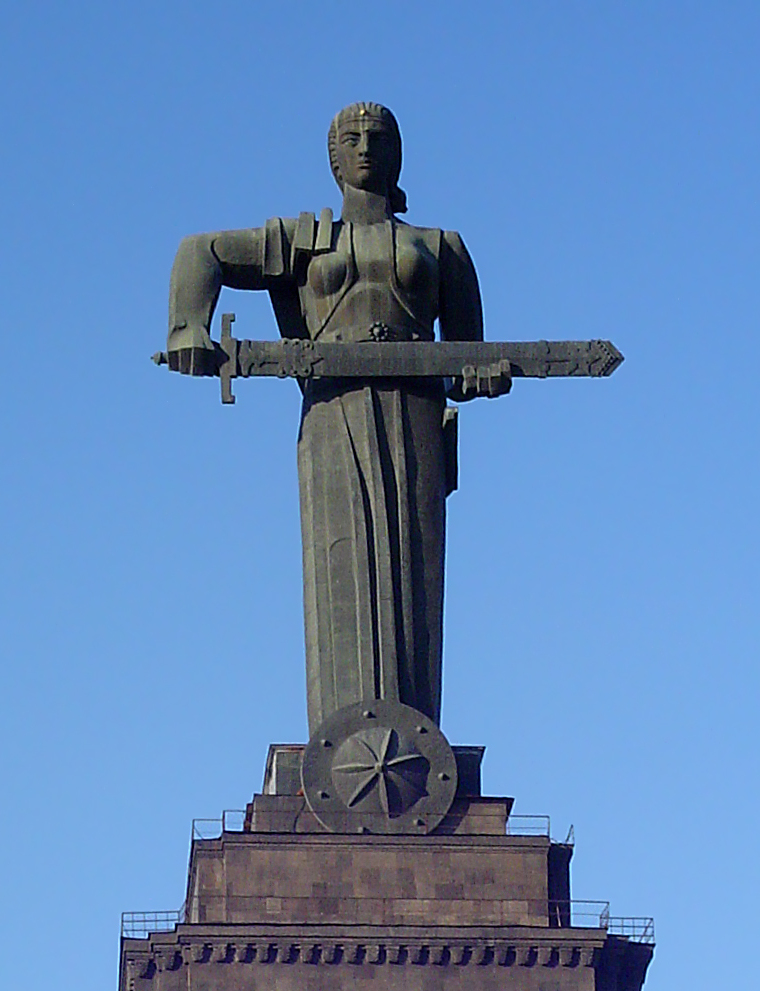
Монумент «Мать Армения»

В XIX веке, после вхождения Армении в состав Российской империи, территория проспекта была застроена и вошла в район Нор Таг (арм. Նոր թաղ), где поселились армяне, иммигрировавшие из Персии. В эти годы улица называлась Армянской.
В советское время, по проекту Александра Таманяна улицу расширили и провели масштабную реконструкцию. С 1920-х по 1950-е носил имя Сталина, затем с 1950-х до 1990 года — Ленина. В 1945 году был сдан в эксплуатацию мост «Ахтанак». В 1950 году в перспективе проспекта на высоком холме был воздвигнут грандиозный памятник Сталину (скульптор С. Д. Меркуров, архитектор Р. С. Исраэлян). В 1952 году было окончено постройка здания крытого рынка. В 1959 году на склоне холма у западного конца проспекта, под самим памятником Сталину был открыт Матенадаран — Институт древних рукописей. В 1962 году статуя Сталина была снята с пьедестала, в 1967 году на нём был сооружён монумент Мать-Армения. В 1972 году был открыт Музей современного искусства. В 1976 году новое здание было возведено для церкви Сурб Саргис, включившее в себя прежнюю постройку.
Нынешнее название проспект получил в 1990 году в честь создателя армянского алфавита Месропа Маштоца.

## Застройка
Церковь Святого Саргиса (за д. 1)
д. 2/2 — Гостиница «Метрополь»
д. 3А — крытый рынок (ныне — Торговый центр «Ереван Сити»)
д. 7 — Музей современного искусства
д. 9 — Жилой дом Академии наук
д. 12 — Голубая мечеть
д. 13 — Дом актёра
д. 17 — Дом-музей армянского поэта Егише Чаренца
д. 27
д. 31/10
д. 33 — Школа имени С. Шаумяна
д. 37 — Alex-R
д. 39/12 — Дом-музей Ерванда Кочара
д. 43 — Театр комедии и драмы им. Эдгара Элбакяна
д. 50 — кинотеатр «Наири»
д. 58 — Камерный театр
д. 59 — Музей и институт древних манускриптов «Матенадаран»
У пересечения с улицей Туманяна находится Армянский академический театр оперы и балета им. А. Спендиарова.

## Известные жители

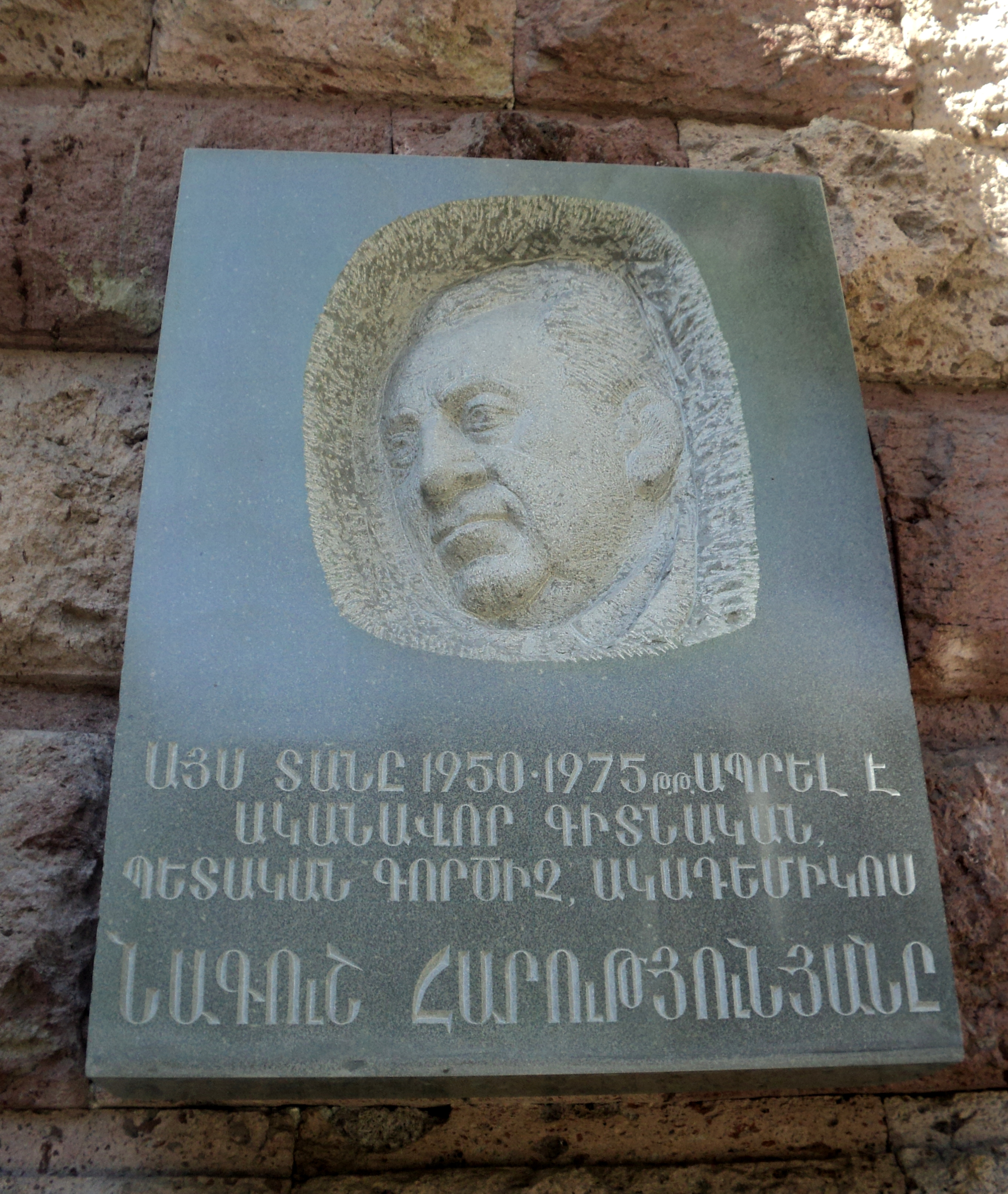
мемориальная доска Н. Арутюняну на д. 9

д. 3 — Нельсон Степанян (мемориальная доска)
д. 9 — академики Иосиф Орбели, Степан Малхасянц, Грачия Бунятян, Нагуш Арутюнян, Гагик Давтян.
д. 14 — Сергей Бадалян (мемориальная доска)
д. 16 — Хачик Даштенц (мемориальная доска), Саркис Арутчян (мемориальная доска)
д. 20 — Ованес Шираз (мемориальная доска), Вагаршак Саакян (мемориальная доска), Азат Вштуни (мемориальная доска)
д. 24 — Егише Асцатрян (мемориальная доска)
д. 39 — Мамикон Гегамян (мемориальная доска), Србуи Лисициан (мемориальная доска), Левон Нерсесян (мемориальная доска)
д. 43 — композитор Арно Бабаджанян, ректор Ереванской консерватории, музыковед, философ Аршак Адамян (мемориальная доска), Аро Степанян (мемориальная доска), Гагик Саркисян (мемориальная доска)
д. 45 — Асмик Асрян (мемориальная доска)
д. 49 — Григорий Асратян (мемориальная доска)
д. 50 — Андроник Иосифьян (мемориальная доска)
д. 54 — кинорежиссёр Амбарцум Бек-Назаров (мемориальная доска), режиссёр и сценарист Генрик Малян (мемориальная доска).